# Flòscul
Els flòsculs o florons (del llatí flosculis, floreta) són les flors que trobem al capítol de les plantes de la subfamília Asteroideae (abans conegudes com a tubuliflores) dins la família de les asteràcies, en algunes espècies envoltades per flors ligulades.

## Característiques de la corol·la dels flòsculs
- Tubular: Els pètals adopten la forma d'un tub
- Simpètala: Els pètals estan soldats formant una estructura sense divisions
- Pentàmera: Corol·la formada per la unió de 5 pètals o un nombre de pètals múltiple de cinc
- Actinomorfa: Simetria radial del tipus pentaradial (distribució a parts iguals en 72º a partir d'un eix central). En al cas del gènere Anacyclus les flors i els aquenis estan tan comprimits que sovint és zigomorfa